# Kahramaneli, Gerze
Kahramaneli là một xã thuộc huyện Gerze, tỉnh Sinop, Thổ Nhĩ Kỳ. Dân số thời điểm năm 2011 là 178 người.